# جوش بوث
جوش بوث (بالإنجليزية: Joshua Booth)‏ هو مجدف أسترالي، ولد في 9 أكتوبر 1990 في ملبورن في أستراليا.

## وصلات خارجية
- جوش بوث على موقع الاتحاد الدولي للتجديف (الإنجليزية)
- جوش بوث على موقع اللجنة الأولمبية الدولية (الإنجليزية)
- جوش بوث على موقع أوليمبيديا (الإنجليزية)
- جوش بوث على موقع اللجنة الأولمبية الأسترالية (الإنجليزية)